# Mahénka ostrovní
Mahénka ostrovní (Sechellophryne gardineri) je druh žáby, který je endemitem seychelských ostrovů Mahé a Silhouette. Obývá tropické vlhké lesy v nadmořské výšce od 150 do 991 metrů. Je znám pouze z pěti stanovišť na světě, proto je řazen mezi ohrožené taxony. Žije na zemi ve spadaném listí, vede noční způsob života a živí se larvami hmyzu, roztoči a korýši.

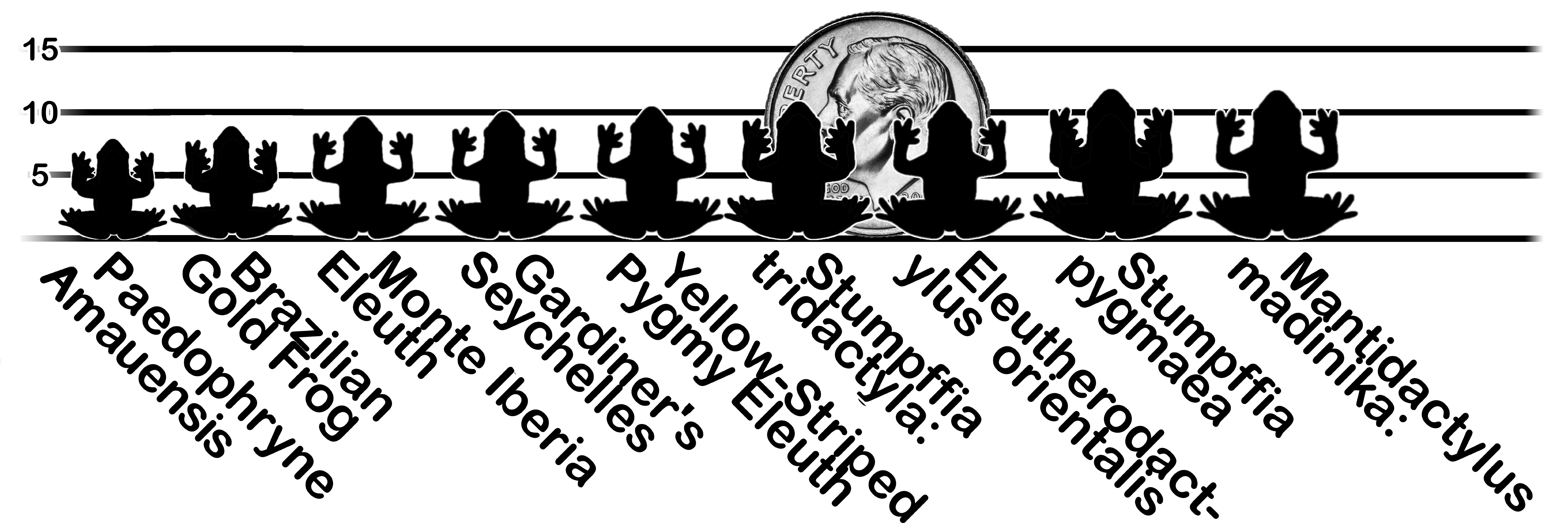
Nejmenší druhy žab (mahénka ostrovní čtvrtá zleva)

Neprochází stadiem pulce, z vajíček se líhnou malé žabky o délce okolo 3 mm. Dospělí jedinci měří maximálně 10,1 mm (samci) a 11,5 mm (samice) a patří tak k nejmenším obratlovcům na světě. Mahénka ostrovní má hnědé zbarvení s černými skvrnami. Není vybavena středním uchem a zvuky vnímá díky tomu, že rezonují v ústní dutině a přes tenkou blánu se přenášejí přímo do vnitřního ucha. Tento typ sluchového ústrojí mahénka zdědila po primitivních obyvatelích prakontinentu Gondwana, od něhož se Seychely oddělily minimálně přes 47 miliony let.
Druh popsal v roce 1911 George Albert Boulenger a dal mu druhové jméno na počest profesora zoologie v Cambridgi Johna Stanleyho Gardinera. Původně byl řazen do rodu Sooglossus.